# Janusz Gust

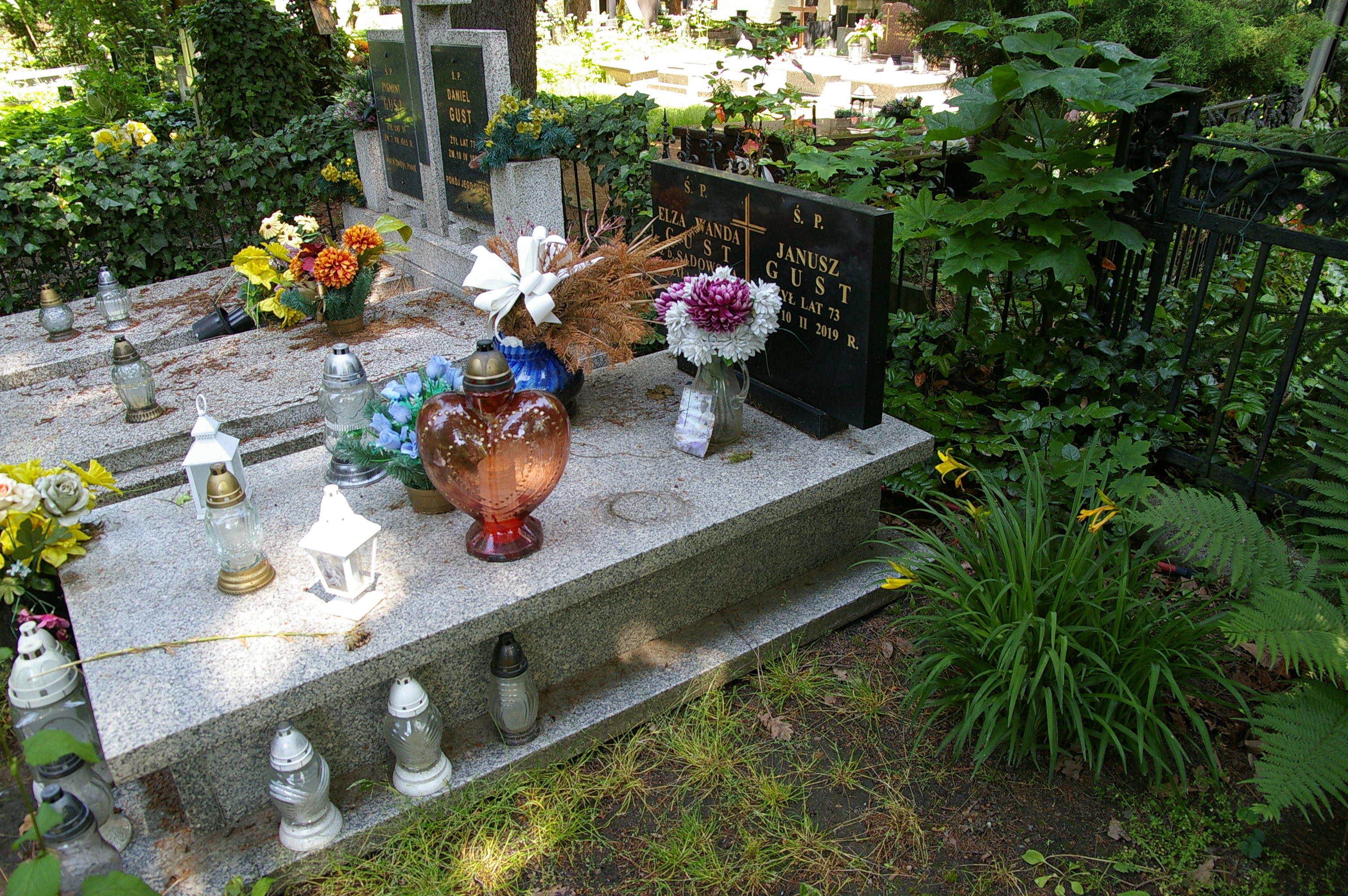
Grób Janusza Gusta, Stary Cmentarz w Łodzi

Janusz Gust (ur. 1945, zm. 10 lutego 2019) – polski aktor i konferansjer. 

## Życiorys
Od 1965 związany był jako konferansjer z „Estradą Łódzką”. Prowadził również liczne imprezy na terenie całego kraju, podróżując między innymi z zespołem Kanon Rytm, a także z takimi artystami jak Bogdan Czyżewski, Janina Jaroszyńska, Danuta Rinn, Ewa Śnieżanka czy Waldemar Kocoń. Gust zapowiadał także program na recitalach takich artystów jak Ałła Pugaczowa, Krzysztof Cwynar czy Sława Przybylska. Zapowiadał zarówno koncerty muzyki popularnej, koncerty jazzowe, symfoniczne jak i pokazy mody, rewie na lodzie czy programy dla dzieci oraz imprezy okolicznościowe. W repertuarze miał również własne programy artystyczne: „Dobry wieczór - dobranoc”, „Premia z piosenką”, „Dedykujemy włókniarzom”, „Wieczory na Starówce”,„Przedpołudnie z młodością” i „Z uśmiechem pracuje się lepiej”. Występował także za granicą, między innymi w Danii oraz na Litwie. Był również sekretarzem Zarządu Stowarzyszenia Muzyki Estradowej i prowadził wiele imprez w ramach Polskich Targów Estradowych, a także przez dziesięć lat kierował łódzkim klubem „Koliber” oraz przez wiele lat współpracował ze Stowarzyszeniem Inicjatywa Rozsądnych Polaków. 
Za swoją działalność został odznaczony między innymi Srebrnym Krzyżem Zasługi (1988) i Srebrnym Odznaczeniem Związku Zawodowego Metalowców (1975). Został także wyróżniony tytułem Zasłużonego Działacza Kultury (1978), Honorową Odznaką Miasta Łodzi (1987) oraz Odznaką „Zasłużony dla Kultury Polskiej” (2014). 
Zmarł 10 lutego 2019. Został pochowany na cmentarzu ewangelickim przy ul. Ogrodowej w Łodzi.